# Carl Schmid (Ingenieur)
Carl Schmid (* 5. November 1894 in Ennetbaden; † 13. April 1988 in Thônex), katholisch, heimatberechtigt in Oberehrendingen, heute zur Gemeinde Ehrendingen gehörend, war ein Schweizer Ingenieur. 

## Leben

### Familie und Beruf
Carl Schmid, Sohn des Karl Schmid senior sowie der Marie geborene Volliman, widmete sich nach abgelegter Matura einem Ingenieursstudium an der ETH Zürich, das er mit dem Diplom abschloss. Schmid zog in der Folge 1918 nach Genf, dort trat er eine Ingenieurstelle beim Elektrotechnik-Unternehmen Société Anonyme des Ateliers de Sécheron an, für das er bis zu seiner Verabschiedung in den Ruhestand tätig war. Carl Schmid, der mit Marguerite, der Tochter des Henri Zbinden, verheiratet war, verstarb 1988 93-jährig in Thônex.

### Carl Schmid, Erfinder des Fixpencil
Carl Schmid erfand 1929 den Minenhalter mit einem Klemmzange-Mechanismus, der es erlaubte, Minen verschiedenen Durchmessers zu verwenden. Im Folgejahr erwarb das Genfer Schreibwarenunternehmen Caran d’Ache das Patent und vertrieb den Minenschreiber unter dem heute noch bestehenden Markennamen Fixpencil.